# Edificio Alas
El Edificio Alas es una torre residencial y de oficinas, de estilo art deco, ubicada en el barrio de San Nicolás, en la Ciudad de Buenos Aires, Argentina. Fue el edificio más alto de Buenos Aires entre 1957 y 1994, superado por la Torre Le Parc.
Por mucho tiempo fue parte vital del panorama urbano de Buenos Aires, junto con otra serie de edificios sobre la Avenida Leandro N. Alem, como el edificio Comega. Sin embargo, en la década del 2000 se vio opacado por la construcción de varias torres en San Nicolás y del complejo edilicio Catalinas Norte. Actualmente es el 20º edificio más alto en la Argentina.
Originalmente concebido como edificio ATLAS (Agrupación de Trabajadores Latinoamericanos Sindicalizados S.A.), y encarado por la asociación de dicho nombre cuyo presidente era Carlos Aloé, funcionario del gobierno de Juan Domingo Perón.
Durante la revolución Libertadora el edificio fue expropiado y entregado a la Fuerza Aérea Argentina, quien lo terminó y destinó a viviendas para personal de rangos variados. Además, transformó el nombre a "ALAS". En el bloque central del edificio hay nueve departamentos por piso, y originalmente el ALAS poseía su propio almacén de abastecimiento, además de locales comerciales de uso interno.

## Canales de TV y radios
En el edificio, entre 1957 y 1978, funcionaron los estudios de Canal 7 en los dos subsuelos, la planta baja, el entrepiso y el primer piso. Hoy los subsuelos están destinados a cochera, aunque el segundo
también es ocupado por la sala de calderas, los talleres de carpintería y electricidad y el gimnasio.
En el último piso funcionan dependencias del antiguo LS 84 TV Canal 11 (hoy denominado Telefe), desde los tiempos en que esta fue administrada por la Fuerza Aérea Argentina, durante la dictadura autodenominada Proceso de Reorganización Nacional. También se encuentra la planta transmisora y la antena de los canales 13 de Buenos Aires (en formato analógico y digital) y 2 de La Plata (en formato digital), además de otras emisoras de radio AM y FM.

## Galería

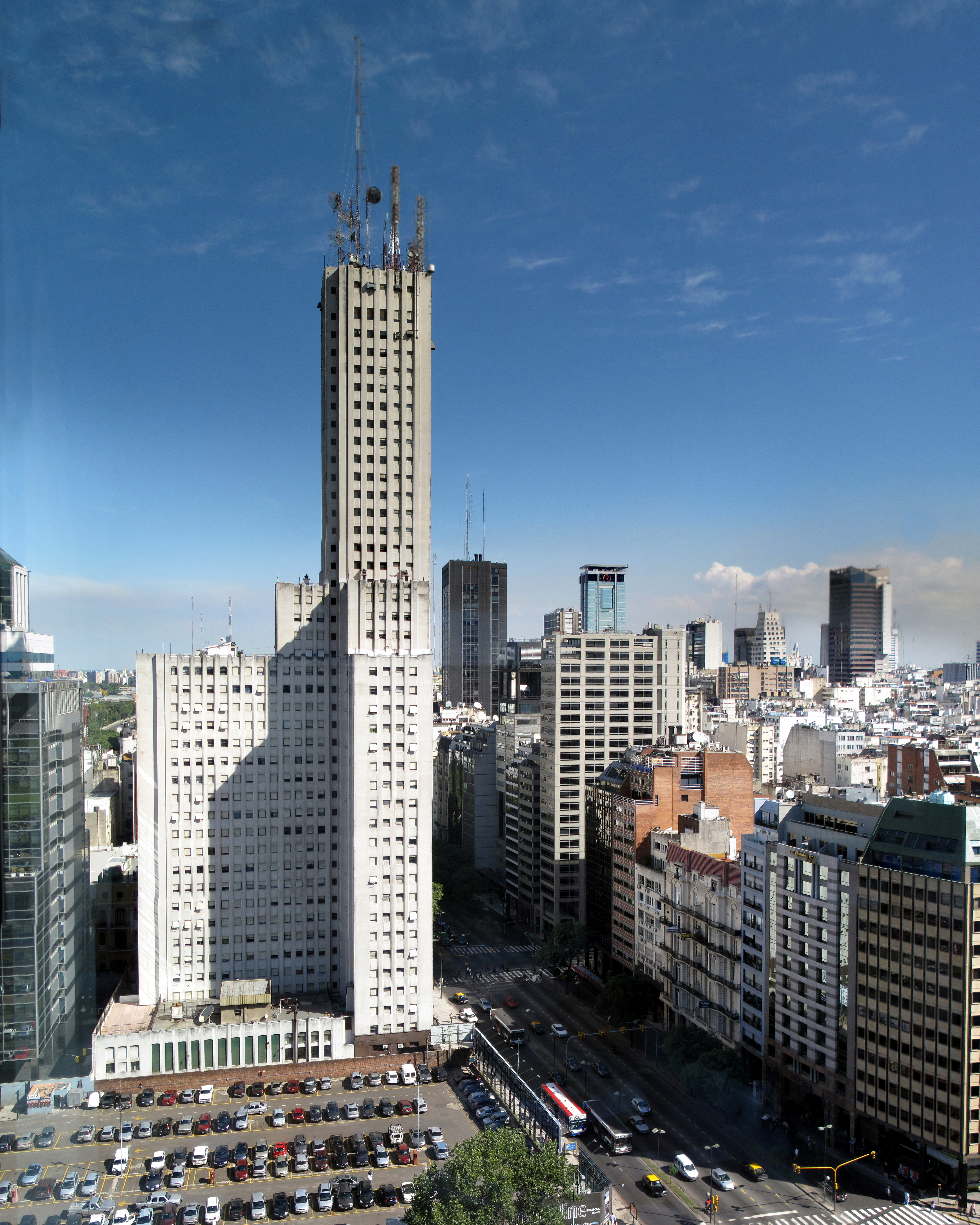
Vista desde Catalinas Norte
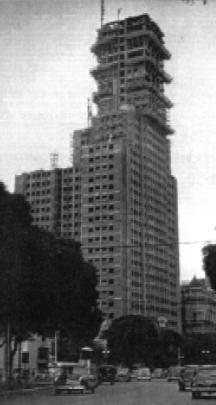
En obra
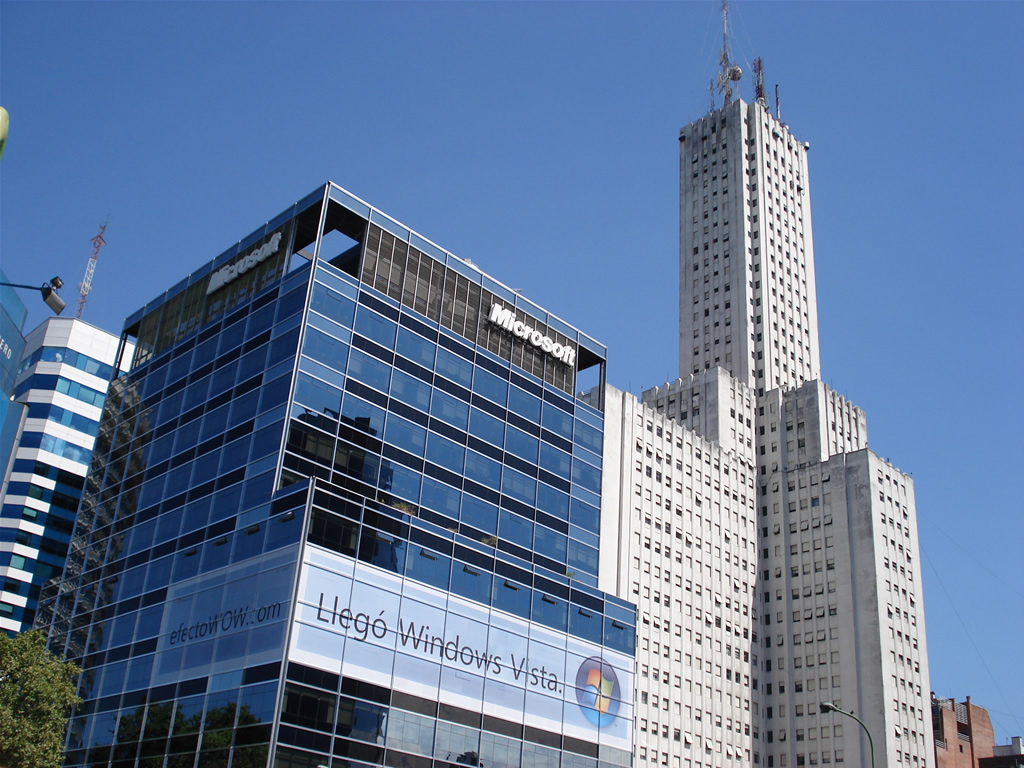
En 2007